# Milleriana adalifa
Milleriana adalifa är en fjärilsart som beskrevs av Doubleday 1847. Milleriana adalifa ingår i släktet Milleriana och familjen bastardsvärmare. Inga underarter finns listade i Catalogue of Life.

## Bildgalleri

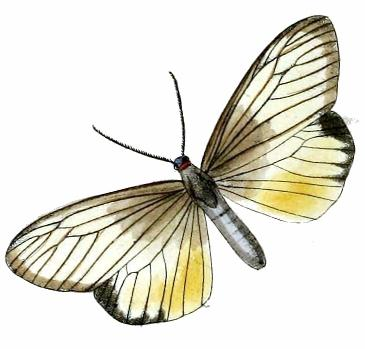